# سول‌کالیبر ۴
سول‌کالیبر ۴ (به ژاپنی: ソウルキャリバーIV SōruKyaribā Fō) یک بازی ویدئویی در سبک مبارزه‌ای بر پایه سلاح است که توسط پراجکت سول ساخته شده و در سال ۲۰۰۸، برای دو کنسول ایکس‌باکس ۳۶۰ و پلی‌استیشن ۳ منتشر شده است. این پنجمین قسمت از مجموعه بازی‌های مبارزه‌ای سول‌کالیبر و بعد از نسخه سول‌کالیبر ۳ است. سول کالیبر ۴ شامل سه شخصیت قابل بازی از سری فیلم‌های جنگ ستارگان می‌باشد. دارث ویدر در نسخه پلی‌استیشن ۳ و یودا در نسخه ایکس‌باکس ۳۶۰ در دسترس است.